# Senecio dissidens
Senecio dissidens là một loài thực vật có hoa trong họ Cúc. Loài này được Fourc. miêu tả khoa học đầu tiên.